# Crambus psychellus
Crambus psychellus là một loài bướm đêm trong họ Crambidae.